# Соль-дієз мінор
Соль-дієз мінор (G-sharp minor, gis-Moll) — мінорна тональність, тонікою якої є звук соль-дієз. Гама соль-дієз мінор містить звуки: 
соль♯ - ля♯ - сі - до♯ - ре♯ - мі - фа♯
 G♯ - A♯ - B - C♯ - D♯ - E - F♯.
Паралельна тональність — сі мажор, однойменний мажор — (енгармонічно рівний) ля-бемоль мажор. Соль-дієз мінор має п'ять дієзів біля ключа (фа-, до-, соль-, ре-, ля-).

## Найвідоміші твори, написані в цій тональності
| музика | Це незавершена стаття про музику. Ви можете допомогти проєкту, виправивши або дописавши її. |